# Церковь Святого Бавона (Харлем)
Церковь Святого Бавона (нидерл. Grote of Sint-Bavokerk) — самая большая протестантская церковь нидерландского города Харлем, расположенная на центральной площади Гроте-Маркт. Была сооружена в XIV веке над могилой покровителя города святого Бавона, но первоначальное сооружение было сильно повреждено во время пожара, а дошедшее до наших дней здание в стиле пламенеющая готика является результатом восстановительных работ XV—XVI веков. Изначально была построена как католическая, но в настоящее время принадлежит протестантам.

## Общая характеристика
Длина церкви святого Бавона — 108 метров, ширина нефов — 31 метр, длина трансепта — 47 метров. Высота крыши церкви — 39 метров. Семидесятишестиметровая церковная колокольня видна почти из любой точки Харлема. Колокольня деревянная, обшитая свинцовыми листами, защищающими древесину от гниения. Вес башни — 250 тонн, в том числе 85 тонн свинца. Ажурная сквозная луковка башни увенчана флюгером в виде петушка и флагштоком.
Свод собора базируется на четырёх массивных колоннах. Деревянный звёздчатый свод церкви опирается на 28 колонн, покрытых росписью, подобной рисунку ковра, потолок главного нефа (высота потолка — 29 метров) выполнен из кедровой древесины.

## История церкви
Первое упоминание о городской церкви Харлема, расположенной на месте нынешней церкви, относится к 1307 году. Городские пожары 1347 и 1351 года сильно повредили её. В 1370 году началось строительство новой церкви, продолжившееся до 1538 года. В 1503 году на башне церкви святого Бавона зазвонил самый большой колокол, называемый Рулант, массой более пяти тонн. Два малых колокола обогатили звонницу в 1562 году, с тех пор ежедневно в начале десятого вечера эти колокола звонили о том, что городские ворота закрываются. Ворот уже нет, но традиция сохранена до наших дней.
В 1559 году церковь получила статус кафедрального собора и оставалась им в течение 19 лет, однако в этот период в Голландии уже вовсю шла Реформация, поэтому название собора за церковью святого Бавона не закрепилось. С 1578 года церковь становится протестантской (лишь через три века — в 1898 году — в Харлеме будет построен новый католический собор в стиле модерн, также освящённый в честь святого Бавона).
В 1663 году на башне церкви установлен карильон, в 1685 году — построена ризница. В 1692 — 1694 годах здесь работал органистом крупный голландский композитор эпохи барокко Сибранд ван Ноорд (Младший). В 1735 году был сооружён знаменитый орган Христана Мюллера. 22 мая 1801 года церковь пережила пожар, вызванный попаданием молнии.
Первая серьёзная реставрация собора проходила с 1870 по 1928 год, при этом крыша церкви святого Бавона обзавелась парапетом и пинаклями, придавшими её силуэту более готический вид.
В здании была установлена система автоматического пожаротушения, способная залить огонь на высоте до 70 метров. В 1964—1969 году реставрировали башню с расширением карильона. В 1981—1985 годах церковь вновь была отреставрирована.

## Интерьер церкви
Бо́льшая часть внутреннего убранства церкви святого Бавона относится к периоду Реформации. Вплоть до 1831 года в храме проводились захоронения: их в церкви около полутора тысяч, поэтому её пол почти сплошь покрыт надгробными плитами чёрного цвета, самые старые из которых датируются XV веком. В хоре церкви похоронен Франс Халс, его могила отмечена фонарём. Старинные витражи церкви утрачены в период Реформации, сохранился только один витраж 1679 года на южной стене нефа. Сейчас церковь украшают витражи XIX—XXI веков, а также исторические витражи, перенесённые из других церквей.
В северной части трансепта стоит бюст Вильгельма I Оранского, поставленный здесь в 1825 году во время промышленной выставки в Харлеме. Здесь же располагается самый новый витраж церкви — композиция в синих тонах «Мир и терпимость» Михеля ван Офербейка, открытый в 2008 году королевой Нидерландов Беатрикс. Рядом находится вход в капеллу Марии, где можно видеть саркофаг красного камня, датированный XII—XIII веком, и самый старый в Харлеме деревянный сундук XV века, служивший в своё время хранилищем городской казны.
Кафедра церкви 1499 года, украшенная ажурным орнаментом из латуни, сохранилась, хотя кафедры, мешающие пастве наблюдать за службой, в новое время частенько сносили. Из латуни изготовлена и решётка хора (1517 год), подлинный шедевр средневекового искусства, и пюпитр, имеющий форму пеликана, во всяком случае таким голландцы представляли себе пеликана пятьсот лет назад. Перила старой кафедры 1434 года также латунные, они изображают двух змей, символизирующих дьявола-искусителя.
На стене правого нефа висит старый план города (XVII век), обрамлённый изображениями городских зданий и площадей того времени. В южной части трансепта подвешены модели судов XVI—XVII веков, подарок церкви от гильдии кораблестроителей. В стене южного нефа вмуровано испанское пушечное ядро, мемориал осады Харлема 1573 года.

## Орган
Храм знаменит своим органом, построенным Христианом Мюллером в 1738 году. В своё время он был самым большим органом в мире, высотой более 30 метров, с 63 регистрами (сейчас их 68), тремя мануалами, педальной клавиатурой и 5068 трубами. Длина самой большой трубы — 10 метров. На этом считающемся красивейшим в мире органе играли Гендель, Мендельсон и десятилетний Моцарт. На протяжении XIX—XX веков орган подвергался различным изменениям, но во время реконструкции 1959—1961 годов ему был возвращён первоначальный вид.

## Фотографии
- Современный вид церкви
- Интерьер храма
- Деревянный свод церкви
- Орган Христиана Мюллера
- Решётка хора
- Карта Харлема со старинными видами города
- Модели кораблей